# Liepen
Liepen è una frazione del comune di Neetzow-Liepen nel Meclemburgo-Pomerania Anteriore, in Germania.
Appartiene al circondario (Landkreis) della Pomerania Anteriore Orientale ed è parte della comunità amministrativa (Amt) Anklam-Land.
Già comune autonomo il 1º gennaio 2014 è stato unito al comune di Neetzow per costituire il nuovo comune di Neetzow-Liepen